# André Bachand (1961-)
Pour les articles homonymes, voir André Bachand et Bachand.
Ne doit pas être confondu avec André Bachand (libéral).
André Bachand, né le 8 décembre 1961 à Asbestos, est un homme d'affaires et homme politique québécois (canadien).
De 1997 à 2003, il représente la circonscription fédérale de Richmond—Arthabaska sous la bannière du Parti progressiste-conservateur du Canada. Lorsque ce parti fusionne avec l'Alliance canadienne pour former le Parti conservateur du Canada en décembre 2003, Bachand quitte le parti et siège à titre de "progressiste-conservateur indépendant" jusqu'aux élections de 2004. Il prend ensuite sa retraite de la Chambre des communes. En juillet 2009, il est nommé ambassadeur du Canada à l'UNESCO à Paris par le premier ministre conservateur, Stephen Harper.
Depuis les élections générales québécoises de 2018, il représente la circonscription provinciale de Richmond sous la bannière de la Coalition avenir Québec.

## Biographie
André Bachand naît à Asbestos en Estrie, le 8 décembre 1961. Son père, Lucien Bachand est médecin. 
Au début de sa carrière, Bachand est administrateur et cadre en affaires.

### Jeune maire
Le 9 novembre 1986, il devient à 24 ans le plus jeune maire au Québec en remportant la course à la mairie d'Asbestos (Québec). Son père, le Dr Lucien Bachand, avait exercé la fonction de 1974 à 1978. L'année suivante, André Bachand devient préfet de la MRC d'Asbestos. Il est réélu à la mairie en 1990 et 1994. Le 2 juin 1997, il quitte son poste après son élection comme député de la circonscription de Richmond—Arthabaska à la Chambre des communes du Canada. Son frère, Jean-Philippe Bachand, occupera également le poste de maire d'Asbestos de 2005 à 2009.

### Jeune turc
Bachand est d'abord élu député progressiste-conservateur en 1997, un parmi cinq députés progressistes-conservateurs élus cette année au Québec dans la vague du député de Sherbrooke, Jean Charest. Bachand fait partie d'une poignée de nouveaux "jeunes turcs" (avec Scott Brison, John Herron et Peter MacKay) qui sont considérés comme des candidats futurs possibles au leadership qui ramèneraient les tories mal-en-point à leur gloire d'antan. En 1998, Jean Charest démissionne de son poste de chef progressiste-conservateur pour faire le saut en politique provinciale québécoise, devenant chef du Parti libéral du Québec (sans affiliation avec le Parti libéral du Canada). Bachand est parmi ceux qui tentent en vain de convaincre Charest de demeurer en politique fédérale pour au moins une autre élection. Joe Clark succède Charest à la direction du Parti progressiste-conservateur et Bachand appuie la candidature de Clark.

### Temps difficiles
L'aile québécoise du caucus parlementaire du Parti progressiste-conservateur fédéral lutte avec plusieurs questions de politique interne à la fin des années 1990 après le départ de Charest, y compris les politiques de bilinguisme du parti et l'autonomie des provinces vis-à-vis les pouvoirs fédéraux. Peu après l'élection de Joe Clark au poste de chef du parti tory fédéral, le gouvernement fédéral promulgue la Loi sur la clarté référendaire. La Loi sur la clarté est une loi parrainée par le Parti libéral du Canada et inspirée d'un projet de loi privé du député réformiste Stephen Harper sur les modalités d'une éventuelle sécession du Québec. La Loi sur la clarté énumère en détail comment la province de Québec pouvait se séparer et sous quelles conditions une sécession serait considérée légale. Clark choisit d'appuyer les députés de son caucus québécois et affirme qu'il est contre la Loi sur la clarté, tandis que 15 autres députés anglophones dans le caucus parlementaire progressiste-conservateur votent en faveur du projet de loi, malgré la position de Clark.

### Lieutenant québécois
En 1999, Bachand devient le lieutenant québécois des progressistes-conservateurs, assistant aux côtés de Clark à la plupart des évènements du parti dans la province et agissant à titre de porte-parole du parti sur les dossiers concernant le Québec. Bachand est également le répondant en chef aux multiples défections des dirigeants québécois du parti tory, des députés et sénateurs vers les libéraux et les alliancistes durant cette période. En septembre 2000, trois députés progressistes-conservateurs québécois, craignant pour leurs perspectives de réélection sous la direction de Clark, font défection peu avant l'élection fédérale pour siéger à titre de députés libéraux, faisant de Bachand le seul député progressiste-conservateur restant au Québec. Il est subséquemment réélu aux élections de 2000, de même que les trois députés qui avaient fait défection. Les tories émergent des élections ayant conservé leur statut de parti officiel.

### Chef adjoint
En janvier 2003, Bachand annonce sa candidature à la direction du Parti progressiste-conservateur. Toutefois, un mois avant le congrès du mois de mai, Bachand se retire de la course, évoquant des problèmes de financement. Selon certaines estimations, la candidature avortée de Bachand lui a personnellement coûté, à lui et sa famille, au-delà de 600 000 $. Lorsqu'il se rend compte qu'il n'était assuré que de l'appui d'environ une centaine de délégués, la plupart du Québec, il annonce son retrait. Une fois hors de la course, Bachand se rallie au député néo-écossais Peter MacKay. Certains analystes politiques ont suggéré qu'en échange de l'appui de Bachand, MacKay avait accepté d'assumer ses dettes de campagne. Après la victoire de MacKay, Bachand sert brièvement à titre de chef adjoint du Parti progressiste-conservateur jusqu'en décembre 2003. Avant d'être nommé chef adjoint, Bachand sert en tant que chef adjoint du Parti progressiste-conservateur à la Chambre des communes, ainsi que critique des affaires intergouvernementales, de l'industrie, de la recherche scientifique et du développement, ainsi que les portefeuilles du vice-premier ministre.

### Député indépendant
Lorsque le parti fusionne avec l'Alliance canadienne à la fin de 2003, Bachand annonce qu'il se retire de la politique. Bachand ne siège pas avec le nouveau caucus du Parti conservateur du Canada, et devient un député indépendant jusqu'aux élections de juin 2004. Durant ces élections, Bachand exprime son appui au candidat libéral dans Richmond—Arthabaska contre les candidats conservateur et bloquiste. La circonscription est finalement remportée par le Bloc québécois dans leur balayage électoral de la province.
À partir du 30 août 2004, il est chef de poste du Bureau du Québec à Ottawa, nommé par le gouvernement Charest pour défendre les intérêts de la province dans la capitale fédérale. 
Le départ de Bachand de la politique est lamentée par plusieurs tories québécois. Dans un article paru dans Maclean's sur le congrès fondateur du Parti conservateur du Canada en mars 2005, le sénateur Pierre Claude Nolin opine que si Bachand était demeuré élu et avait participé au nouveau parti, il aurait probablement remplacé Peter MacKay au poste de chef adjoint, et aurait servi en tant que lieutenant québécois du nouveau Parti conservateur, dans un effort de Stephen Harper de séduire les électeurs québécois. Aux élections de 2006, le nouveau Parti conservateur remporte 10 sièges au Québec, et certains[Qui ?] sont d'avis que Bachand a manqué sa chance d'être vice-premier ministre.

### Tentative de retour
André Bachand annonce sa candidature à l'élection générale canadienne de 2008 pour le Parti conservateur dans la circonscription de Sherbrooke. Battu, il finit troisième. 

### Ambassadeur à l'UNESCO
En juillet 2009, après plusieurs mois de discussions avec le ministère des Affaires étrangères, Lawrence Cannon, il accepte la nomination à titre d'ambassadeur du Canada à l'UNESCO à Paris faite par le premier ministre conservateur, Stephen Harper. Ce dernier le rappelle deux ans plus tard, en septembre 2011, pour en faire son conseiller pour le Québec, poste qu'il occupe pendant deux ans jusqu'en août 2013.

### Politique provinciale
En 2018, il fait un retour politique mais cette fois-ci sur la scène provinciale, en devenant candidat de la Coalition avenir Québec dans la circonscription de Richmond aux élections générales québécoises. Le 1er octobre 2018, il est élu député à l'Assemblée nationale du Québec dans un gouvernement majoritaire de son parti, en remportant plus du double de votes que sa plus proche rivale.
Du 6 février 2019 au 28 août 2022, il est président de la Commission des institutions.
André Bachand est réélu lors des élections du 3 octobre 2022.
Le 6 décembre 2022, il redevient le président de la Commission des institutions.

## Résultats électoraux
|                                                                                               | Nom                     | Parti              | Nombre de voix | %      | Maj.   |
| --------------------------------------------------------------------------------------------- | ----------------------- | ------------------ | -------------- | ------ | ------ |
|                                                                                               | André Bachand (sortant) | Coalition avenir   | 21 255         | 46,8 % | 12 224 |
|                                                                                               | Philippe Pagé           | Québec solidaire   | 9 031          | 19,9 % | -      |
|                                                                                               | Marylaine Bélair        | Conservateur       | 6 683          | 14,7 % | -      |
|                                                                                               | Jacinthe Caron          | Parti québécois    | 5 803          | 12,8 % | -      |
|                                                                                               | Mona Louis-Jean         | Libéral            | 2 476          | 5,4 %  | -      |
|                                                                                               | Richard Magnan          | Démocratie directe | 112            | 0,2 %  | -      |
|                                                                                               | Raymond de Martin       | Indépendant        | 105            | 0,2 %  | -      |
| Total                                                                                         | Total                   | Total              | 45 465         | 100 %  |        |
| Le taux de participation lors de l'élection était de 72,1 % et 625 bulletins ont été rejetés. |                         |                    |                |        |        |

|                                                                                               | Nom                 | Parti               | Nombre de voix | %      | Maj.  |
| --------------------------------------------------------------------------------------------- | ------------------- | ------------------- | -------------- | ------ | ----- |
|                                                                                               | André Bachand       | Coalition avenir    | 17 011         | 39,6 % | 8 509 |
|                                                                                               | Annie Godbout       | Libéral             | 8 502          | 19,8 % | -     |
|                                                                                               | Colombe Landry      | Québec solidaire    | 8 110          | 18,9 % | -     |
|                                                                                               | Véronique Vigneault | Parti québécois     | 7 654          | 17,8 % | -     |
|                                                                                               | Yves La Madeleine   | Vert                | 680            | 1,6 %  | -     |
|                                                                                               | Karl Brousseau      | Conservateur        | 600            | 1,4 %  | -     |
|                                                                                               | Déitane Gendron     | Citoyens au pouvoir | 353            | 0,8 %  | -     |
| Total                                                                                         | Total               | Total               | 42 910         | 100 %  |       |
| Le taux de participation lors de l'élection était de 72,1 % et 716 bulletins ont été rejetés. |                     |                     |                |        |       |